# Micromonas micros
Micromonas micros è una specie di batterio appartenente alla famiglia delle Peptostreptococcaceae.